# Rock ’n’ Roll (album Motörhead)
Rock ’n’ Roll – dziewiąty album studyjny brytyjskiej heavymetalowej grupy Motörhead, wydany 5 września 1987 roku nakładem wytwórni muzycznej GWR. Został zarejestrowany w 1987 roku w Master Rock Studios i Redwood Studios w Londynie. Nagrania były promowane teledyskiem do utworu „Eat the Rich”.

## Lista utworów
Opracowano na podstawie materiału źródłowego.
| Nr | Tytuł utworu            | Autorzy                             | Długość |
| -- | ----------------------- | ----------------------------------- | ------- |
| 1. | „Rock ’n’ Roll”         | Würzel, Campbell, Taylor, Kilmister | 03:49   |
| 2. | „Eat the Rich”          | Würzel, Campbell, Taylor, Kilmister | 04:34   |
| 3. | „Blackheart”            | Würzel, Campbell, Taylor, Kilmister | 04:03   |
| 4. | „Stone Deaf in the USA” | Würzel, Campbell, Taylor, Kilmister | 03:40   |
| 5. | „The Wolf”              | Würzel, Campbell, Taylor, Kilmister | 03:28   |
| 6. | „Traitor”               | Würzel, Campbell, Taylor, Kilmister | 03:17   |
| 7. | „Dogs”                  | Würzel, Campbell, Taylor, Kilmister | 03:48   |
| 8. | „All for You”           | Würzel, Campbell, Taylor, Kilmister | 04:11   |
| 9. | „Boogeyman”             | Würzel, Campbell, Taylor, Kilmister | 03:07   |
|    |                         |                                     | 33:57   |

| Edycja rozszerzona | Edycja rozszerzona            | Edycja rozszerzona |
| Nr                 | Tytuł utworu                  | Długość            |
| ------------------ | ----------------------------- | ------------------ |
| 1.                 | „Rock ’n’ Roll”               | 03:49              |
| 2.                 | „Eat the Rich”                | 04:34              |
| 3.                 | „Blackheart”                  | 04:03              |
| 4.                 | „Stone Deaf in the USA”       | 03:40              |
| 5.                 | „The Wolf”                    | 03:28              |
| 6.                 | „Traitor”                     | 03:17              |
| 7.                 | „Dogs”                        | 03:48              |
| 8.                 | „All for You”                 | 04:11              |
| 9.                 | „Boogeyman”                   | 03:07              |
| 10.                | „Cradle To The Grave”         | 04:05              |
| 11.                | „Just 'Cos You Got The Power” | 07:29              |
|                    |                               | 45:31              |

| Bonus CD 2 – Live at Monsters Of Rock, Castle Donington, UK - 16/8/86 | Bonus CD 2 – Live at Monsters Of Rock, Castle Donington, UK - 16/8/86 | Bonus CD 2 – Live at Monsters Of Rock, Castle Donington, UK - 16/8/86 | Bonus CD 2 – Live at Monsters Of Rock, Castle Donington, UK - 16/8/86 |
| Nr                                                                    | Tytuł utworu                                                          | Autorzy                                                               | Długość                                                               |
| --------------------------------------------------------------------- | --------------------------------------------------------------------- | --------------------------------------------------------------------- | --------------------------------------------------------------------- |
| 1.                                                                    | „Iron Fist”                                                           | Kilmister, Clarke, Taylor                                             | 02:53                                                                 |
| 2.                                                                    | „Stay Clean”                                                          | Kilmister, Clarke, Taylor                                             | 02:23                                                                 |
| 3.                                                                    | „Nothing Up My Sleeve”                                                | Kilmister, Burston, Campbell, Gill                                    | 03:27                                                                 |
| 4.                                                                    | „Metropolis”                                                          | Kilmister, Clarke, Taylor                                             | 02:45                                                                 |
| 5.                                                                    | „Doctor Rock”                                                         | Kilmister, Burston, Campbell, Gill                                    | 03:57                                                                 |
| 6.                                                                    | „Killed By Death”                                                     | Kilmister, Burston, Campbell, Gill                                    | 05:06                                                                 |
| 7.                                                                    | „Ace Of Spades”                                                       | Kilmister, Clarke, Taylor                                             | 02:55                                                                 |
| 8.                                                                    | „Steal Your Face”                                                     | Kilmister, Burston, Campbell, Gill                                    | 04:04                                                                 |
| 9.                                                                    | „Bite The Bullet”                                                     | Kilmister, Clarke, Taylor                                             | 01:25                                                                 |
| 10.                                                                   | „Built For Speed”                                                     | Kilmister, Burston, Campbell, Gill                                    | 04:36                                                                 |
| 11.                                                                   | „Orgasmatron”                                                         | Kilmister, Burston, Campbell, Gill                                    | 05:20                                                                 |
| 12.                                                                   | „No Class”                                                            | Kilmister, Clarke, Taylor                                             | 02:17                                                                 |
| 13.                                                                   | „Motörhead”                                                           | Kilmister                                                             | 03:08                                                                 |
|                                                                       |                                                                       |                                                                       | 44:16                                                                 |

## Twórcy
Opracowano na podstawie materiału źródłowego.
| Zespół Motörhead w składzie - Lemmy Kilmister – gitara basowa, wokal prowadzący - Phil Campbell – gitara elektryczna, gitara slide, wokal wspierający - Würzel – gitara elektryczna, gitara slide, wokal wspierający - Phil "Philthy Animal" Taylor – perkusja |  | Inni - Guy Bidmead – producent, inżynier dźwięku - Joe Petagno – okładka, oprawa graficzna |

## Listy sprzedaży
| Lista             | Kraj              | Pozycja |
| ----------------- | ----------------- | ------- |
| Sverigetopplistan | Szwecja           | 41      |
| UK Albums Chart   | Wielka Brytania   | 34      |
| Billboard 200     | Stany Zjednoczone | 150     |
| MegaCharts        | Holandia          | 69      |